# Ruen, Plovdiv
Ruen (în bulgară Руен) este un sat în comuna Kuklen, regiunea Plovdiv,  Bulgaria. 

## Demografie
Componența etnică a satului Ruen
     Bulgari (100%)
     Nicio identificare (0%)
     Altele (0%)
La recensământul din 2011, populația satului Ruen era de 156 locuitori. Din punct de vedere etnic, toți locuitorii erau bulgari.